# Wilfried Peeters
Wilfried Peeters (nascido em 10 de julho de 1964) é um ex-ciclista de estrada belga, atual diretor esportivo da equipe Quick Step.
Durante sua carreira de ciclismo, foi gregário preferido de Johan Museeuw, principalmente em clássicas como a Volta à Flandres e o Paris-Roubaix. Competiu nos Jogos Olímpicos de Verão de 1996, onde terminou em décimo quinto na prova de estrada individual.
Se tornou profissional em 1996 e competiu até 2001.